# Vladimír Sís (spisovatel)
Vladimír Sís (30. června 1889 Maršov – 2. července 1958 Leopoldov) byl český novinář, publicista a spisovatel, účastník prvního i druhého odboje a jedna z obětí komunistického teroru. Psal zejména pro Národní listy, byl znalcem Balkánu a překládal z bulharštiny.

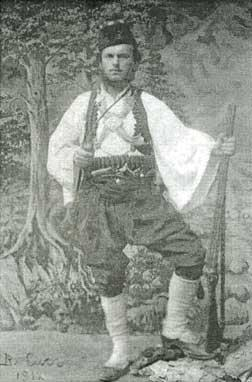
Vladimír Sís v makedonském revolučním kostýmu, 1912

Za druhé světové války byl zatčen gestapem a vězněn. Po roce 1945 pracoval jako redaktor Lidové demokracie. V roce 1949 byl zatčen. V březnu 1950 byl na základě výpovědí vynucených mučením souzen Státním soudem v politickém procesu a odsouzen k 25 letům vězení za velezradu. Před procesem byl při výsleších konaných StB mučen takovým způsobem, že musel být do soudní síně nošen na nosítkách. Dne 2. července 1958 zemřel na následky krutého věznění ve věznici v Leopoldově. Přestože byl vážně nemocen, bylo mu odepřeno lékařské ošetření.

Dne 12. dubna 1969 byl posmrtně rehabilitován Nejvyšším soudem.

V roce 1998 mu prezident Václav Havel udělil in memoriam Řád Tomáše Garrigua Masaryka.

## Životopis

### Mládí (1889–1912)
Vladimír Sís se narodil v Maršově (Brno–venkov) ve velké rodině řídícího učitele Františka Síse (1848–??) a jeho manželky Josefy, rozené Maškové (1852–??). Jeho sourozenci byli básník a politik František Sís (1878–1938) a prozaička a překladatelka Miloslava Sísová (1885–1947).
Po základní škole v Maršově studoval na střední škole v Brně. V roce 1908 byl vyloučen ze školy a zatčen jako člen Národní strany svobodomyslné.[ujasnit] Podařilo se mu uniknout z vězení a kolem roku 1909 odešel do Německa. Studoval archeologii v Lipsku, ale nedokončil studium kvůli přetrvávajícímu pronásledování rakousko-uherskými úřady.[ujasnit] Mezi lety 1908 a 1912 žil v Řecku, Srbsku, Osmanské říši a Bulharsku. Působil jako korespondent časopisu Mladoboleslavské listy, který založil jeho bratr František, dopisoval též do Národních listů.

### Balkánské války (1912–1913)
Vladimír Sís byl svědkem i přímým účastníkem balkánských válek v letech 1912–1913 Během těchto let se Vladimír Sís stal vášnivým bulharofilem.

#### První balkánská válka (1912–1913)
Od roku 1911 do roku 1912 se stal stipendistou a spolupracovníkem Lipské akademie věd. Studoval filologické, historické a etnografické studie na hoře Athos, Sinaj a v Jeruzalémě; podílel se na vykopávkách na ostrově Samos, Chalkidiki, a v Alexandrii; pracoval v Egyptě, Libyi, Súdánu, Palestině a Malé Asii. V roce 1912 se trvale usadil v bulharském hlavním městě Sofii na ulici "Šipka" č. 20 (jeho sousedem byl Ivan Mrkvička).
V roce 1912 vypukla první balkánská válka. Již 13.–14. října (několik dní po začátku války) schválila cenzurní komise na ministerstvu války činnost vojenského korespondenta deníku Národní listy. Vladimír Sís přidělen do ústředí bulharské armády. Napsal více než 20 článků, ale šéfredaktor deníku Dr. Josef Holeček jejich zveřejnění neumožnil.[zdroj?] Příspěvky Vladimíra Síse do Národních listů byly zveřejňovány bez udání jeho jména. Jméno autora však lze identifikovat z reakcí na tyto články. (Národní listy se balkánským válkám věnovaly pravidelně. Válečné zprávy umisťovaly na první straně, zveřejňovaly i jiné komentáře, např. Františka Hlaváčka (1878–1974). Deník též vyslovoval znepokojení nad tím, že se jedná o válku dvou slovanských národů – Bulharů a Srbů.)
Sís se připojil jako zdravotní asistent k rakousko-uherské hygienické misi vedené Dr. Štepánem. Dne 4. února 1913 odešel na frontu do Thrákie, (Didymoteicho a Alexandroupoli), kde byl zařazen do evakuační nemocnice v Jambolu.

#### Druhá balkánská válka (1913)
V létě roku 1913 vypukla druhá balkánská válka. Vladimír Sís se přiřadil k XI. makedonské pěší divizi. Zážitky popsal v knize Z bulharského bojiště (1913).
V tomtéž roce začal připravovat na vydání dvou knih s 474 autorskými fotografiemi. Připravoval také sbírku válečných příběhů – My (vydáno 1914 a 1916)[zdroj?]. V knize Kritické dny Bulharska (1914), popisoval zážitky z druhé balkánské války.

### Do vzniku Československa (1914–1945)
V létě 1914 na žádost Bulharské akademie věd navštívil mnišskou republiku Athos (Svatou Horu) a tamější klášter Zograf, aby pořídil nějaké rukopisy. Jejich soupis byl později publikován samostatně pod názvem Grăcki rukopisi v bălgarskata akademija (1916). Sís pokračoval v intenzivní literární tvorbě. V Praze vydal knihu Makedonie. Studie zeměpisná, historická, národopisná, statistická i kulturní (1914), v níž prosazuje bulharský charakter oblasti; publikace byla zabavena rakousko-uherskými úřady a dotisk byl pořízen až v roce 1918 (s datem 1914). Roku 1918 byla kniha vydána v německém jazyce v Curychu pod názvem Mazedonien. Eine Studie über Geographie, Geschichte, Volkskunde und die wirtschaftlichen und kulturellen Zustände des Landes mit statistischen Ergänzungen. V roce 1914 vydal dílo Kritické dny Bulharska|, v němž vyjasnil legitimitu bulharských práv v Makedonii, na niž si zároveň činilo nároky Řecko a Srbsko.
V roce 1914 navštívil řecký koncentrační tábor na ostrově Trikeri v Egejském moři a zdokumentoval hroby zde internovaných bulharských zajatců; k tématu vydal brožuru Grobovete na Trikeri (1914).
Vzhledem k probulharským stanoviskům byl kritizován a získal v ostatních balkánských zemích řadu nepřátel. Srbsko, které podpořilo Řecko, uspořádalo tři atentáty, aby ho zabili – v červnu a červenci 1913 a v prosinci 1914. Ve všech třech útocích byl zraněn, ale podařilo se mu přežít.
Během první světové války (1914–1918), zatímco byl v Bulharsku, obhajoval nezávislost budoucího Československa. V roce 1915 organizoval kurzy českého jazyka ve spolku Čech v Sofii; také podporoval Výbor dámského srdce české komunity v Bulharsku. Na jaře roku 1915 pod vedením Prahy vytvořil Memorandum českého odporu proti dohodě požadující státní nezávislost Československa. Předal ji legiím zemí Dohody. Dne 28. července 1915 uspořádal jubilejní oslavy 500. výročí smrti Jana Husa. V této souvislosti vydal brožuru Jan Chus (1415–1915). Byl zvolen předsedou Dr. Stojanem Danevem a sekretářkou – Vladimír Sís a V. Atanasov. S pomocí Síse členové společnosti uspořádali výlet do Československa. Dne 7. prosince 1918 noviny „Bulharsko“, orgán Pokrokové liberální strany Dr. Stojan Danev zveřejnil na titulní straně článek Síse Pro vás, Bulhaři!, který obhajuje obnovu staletých vazeb mezi slovanskými národy. Na konci roku 1918 z iniciativy spisovatele Stilijana Čilingirova a intelektuálů, Vladimír Sís byl poslán sloužit svému projevu k prezidentovi Československa Tomáš Masaryk, a navázat kontakty s významnými politickými i kulturními osobnostmi na ochranu proti Bulharsku k závěru se spravedlivou mírovou smlouvu. Vzhledem k tomu, Vladimir Sís přijíždí do Prahy a tváří se jako repatriovaný český válečný zajatec . V roce 1919 je připravena a odeslána do série s přímým kontaktem materiálu s názvem Dopisy z Bulharska, publikované v Národních listech (dva každý týden). Ve stejném roce v Stara Zagora vydal brožuru Československá republika a její vztah k Bulharsku.

### První republika
V roce 1920 se oženil s Bulharkou, po matce českého původu, Marií Magdalénou Evstatievou (Manja, *16. listopadu 1897). Její otec, bulharský inženýr Evstati Stefanov byl prvním překladatelem Sísova díla Kritické dny Bulharska. Manželství Vladimíra Síse zůstalo bezdětné.
V roce 1921 se vrátil do své vlasti se svou ženu a její sestrou Pravoslavu Stefanovou. Začal pracovat jako parlamentní zpravodaj. Od října téhož roku pracoval jako redaktor „Moravskoslezského deníku“ v moravské Ostravě a korespondent Lidových novin. V té době začal pracovat na knize „Historie Bulharska z osvobození“, která zůstala nedokončená.
Na konci roku 1921 zahájilo České slovo kampaň proti Sísově podpoře bulharské národní věci; obvinilo ho „anti-slovanským pocitů a činů.“ Vladimíra Síse se 26. ledna 1922 zastal bulharský ministr školství Stoyan Omarchevski, který poslal zvláštní dopis na československé ministerstvo školství; zdůraznil Sísovy zásluhy o bulharskou vědu a vzdělání. V roce 1924 spoluzaložil Sís v Praze společnost československo-bulharské reciprocity“, které předsedal Alfons Mucha. 
V roce 1928 zahájil v Národních listech kampaň na pomoc obětem zemětřesení v bulharské oblasti Chirpan. Podařilo se mu získat sumu 160 000 korun, kterou Československý červený kříž použil především na nákup oblečení.
V roce 1929 se Sís v salónech bulharské legace v Praze setkal s bulharským carem Borisem III., který mu osobně poděkoval za organizaci pomoci obětem zemětřesení. Téhož roku přijel do Bulharska na oslavy 1000. výročí úmrtí cara Simeona Velikého . 
V roce 1934 byl zvolen čestným členem Slovanské společnosti. Z jeho iniciativy vyšlo speciální vydání Národních listů věnované Bulharsku. Vladimír Sís uspořádal řadu výstav věnovaných Bulharsku – v roce 1926 první bulharskou uměleckou výstavu v Praze, 1934 výstavu bulharské knihy, 1936 výstavu 11 umělců. V červnu 1936 byl zvolen místopředsedou Národní umělecké unie.

### Německá okupace
Za druhé světové války (1939–1945) se projevil jako přesvědčený antifašista a staral se o korespondenci domácího odboje a československého exilu v Londýně.[ujasnit] Během války udržoval osobní vazby na československým zahraničním odbojem v Paříži a Londýně. Opakovaně byl jeho byt prohledáván gestapem a v roce 1941 mu byl odebrán. 
Vladimír Sís ovládal kromě češtiny i slovenštinu, bulharštinu, němčinu, francouzštinu, ruštinu, srbštinu, řečtinu, angličtinu, částečně turečtinu a dalších 4-5 jazyků.

### Poslední léta (1946–1957)
Bulharsko navštívil naposledy v roce 1946, když se zúčastnil Slovanského sjezdu v Bělehradu. Po schůzce ve Szklarske Porębě v září 1947 byl Vladimír Sís byl propuštěn a zbaven novinářské licence. 17. ledna 1950 byl odsouzen za „zločin velezrady a kriminální vydírání“ na 25 let ve vězení a k vysoké pokutě. Jeden rok byl vězněn ve Valdicích a poté byl přesunut do Leopoldova, kde se jeho zdravotní stav prudce zhoršil. Zemřel dne 2. července 1958. Byl pohřben ve vězeňském hrobu č. 1337.43.

## Dílo (knižní vydání)
- Z bulharského bojiště (dojmy válečného zpravodaje; V Praze, náklad "Českého čtenáře", 1913)
- Kritické dny Bulharska (poznámky, úvahy a dojmy; V Praze, nákladem vlastním, 1914)
- Grobovete na Trikeri (bulharsky; prevel ot răkopisa Ev. Stefanov; Sofija, Narod i armija, 1914)
- Makedonie (studie zeměpisná, historická, národopisná, statistická i kulturní; Praha, Emil Šolc, 1914; též německy, Curych, 1918)
- Jan Chus (1415–1915) (bulharsky; Sofija, Carska pridvorna pečatnica, 1915).
- Grăcki rukopisi v bălgarskata akademija (bulharsky; Sofija, Dăržavna pečatnica, 1916)
- Nie: pazkazy ot vojnata (bulharsky; Sofija, Carska Pridvorna Pečatnica, 1916)
- Česko-slovenskata republika i nejnitě otnošenija sprěmo Bălgarija (bulharsky; St.-Zagora, Svetlina, 1919)
- Nový kapesní slovník jazyka českého a bulharského. Díl 1, Česko-bulharský (Třebíč, J. Lorenz, 1922)
- Na březích tichých lagun (prázdninová výprava dětí k moři; Praha, 1923)
- Korespondecija na Dr. Konstantin Jos. Jireček s Marin Drinov (bulharsky; Sofija, vlastním nákladem, 1924)
- Nový Balkán (stručný přehled politických dějin balkánských států; V Praze, Český čtenář, 1924)
- Olšany (Praha, nákladem vlastním, 1929)
- Karel Kramář, 1860-1930 (život a dílo, skizza; Praha, Základ Dra Karla Kramáře a Dra Aloise Rašína, 1930)
- Dr. Karel Kramář (život - dílo - práce vůdce národa, Díl 1 a 2; Praha, A. Pokorný, 1936 a 1937)

## Rehabilitace
V roce 1967 se jeho žena, Marie Sísová, pokusila jeho jméno očistit soudním procesem, ale neuspěla. V souvislosti s událostmi pražského jara byla v letech 1968 - 1969 zahájena rehabilitační procedura z podnětu Svazu československých spisovatelů. Rozhodnutím zvláštní komise Městského soudu v Praze dne 11. května 1969 byl Vladimír Sís posmrtně rehabilitován.
V roce 1971 dostala jeho manželka Manja dostala povolení si vzít urnu s jeho popelem; ta je uložena v rodinné hrobce v Tišnově. (Manja zemřela v Praze 21. prosince 1976.)

## Posmrtné připomínky
- V roce 1998 prezident Václav Havel udělil Vladimíru Sísovi Řád Tomáše Garrigue Masaryka.
- V Chaskově se v roce 2003 konala konference na téma Vladimír Sís a Bulharsko, abstrakty byly zveřejněny v roce 2006 ve stejnojmenné sbírce.[12]
- V rodném Maršově byla 30. června 2018 odhalena pamětní deska bratří Františka a Vladimíra Sísových.[13]